# Tour de France (série de jeux vidéo)
Pour les articles homonymes, voir Tour de France (homonymie).
Tour de France est une série de jeux vidéo créée en 2002 et consacrée au cyclisme sur route, plus particulièrement au Tour de France.
Originellement développée par Konami en 2002, c’est le studio Cyanide qui en a pris la charge depuis 2009. Les jeux sont édités par Nacon depuis 2020. La sortie de chaque opus a lieu en juin, un mois avant le début du Tour de France. Le dernier jeu de la série est Tour de France 2025, sorti le 6 juin 2025.

## Liste des jeux
- Le Tour de France (2002)
- Le Tour de France 2009
- Le Tour de France 2010
- Le Tour de France (2011)
- Le Tour de France 2012
- Le Tour de France 2013 : 100ème Édition
- Le Tour de France : Saison 2014
- Le Tour de France : Saison 2015
- Le Tour de France : Saison 2016
- Le Tour de France : Saison 2017
- Le Tour de France : Saison 2018
- Le Tour de France : Saison 2019
- Tour de France 2020
- Tour de France 2021
- Tour de France 2022
- Tour de France 2023
- Tour de France 2024
- Tour de France 2025